# 中共闽东特委含溪旧址
中共闽东特委含溪旧址，位于中国福建省寿宁县南阳镇含溪村，包括含溪闽东特委旧址、瓦窑坪红军标语、瓦窑坪红军洞等。中央红军长征后，闽东苏区与中共中央失去了联系，1935年5月，中共闽东临时特委委员叶飞在含溪召开紧急会议，重新建立中共闽东特委，下辖霞鼎等4个中心县委和14个县委。2009年11月16日公布为第七批福建省文物保护单位。